# Lingue della Spagna
| Castigliano Catalano, co-ufficiale Basco, co-ufficiale Galiziano, co-ufficiale Dialetto aranese, co-ufficiale | Asturiano-leonese, riconosciuti Aragonese, riconosciuto |

Le lingue della Spagna (semplificate)

La lingua ufficiale della Spagna è lo spagnolo o castigliano, ma vengono parlate altre lingue che hanno statuti differenti. Il castigliano ha lo statuto di lingua ufficiale.
In alcune regioni o nelle comunità autonome ci sono lingue che hanno lo statuto di co-ufficialità col castigliano.
Le lingue della Spagna sono protette anche dalla Costituzione spagnola nell'art. 3.
| Artículo 3 de la Constitución española | Articolo 3 della Costituzione spagnola |
| --- | --- |
| 1. El castellano es la lengua española oficial del Estado. Todos los españoles tienen el deber de conocerla y el derecho a usarla. 2. Las demás lenguas españolas serán también oficiales en las respectivas Comunidades Autónomas de acuerdo con sus estatutos. 3. La riqueza de las distintas modalidades lingüísticas de España es un patrimonio cultural que será objeto de especial respeto y protección. | 1. Il castigliano è la lingua ufficiale dello Stato. Tutti gli spagnoli hanno il dovere di conoscerla e il diritto di servirsene. 2. Le altre lingue spagnole saranno altresì ufficiali nell'ambito delle rispettive comunità autonome conformemente ai propri statuti. 3. La ricchezza del pluralismo linguistico in Spagna è un patrimonio culturale che sarà oggetto di speciale rispetto e protezione. |

## Lingua ufficiale
Lo spagnolo è l'unica lingua ufficiale in tutta la Spagna, ed è l'unica ufficiale nelle regioni di:
- Andalusia
- Aragona
- Asturie
- Canarie
- Cantabria
- Castiglia e León
- Castiglia-La Mancia
- Estremadura
- La Rioja
- Madrid
- Murcia

e nelle città autonome di:
- Ceuta
- Melilla

## Lingue con uno statuto di co-ufficialità
Oggi, sono quattro le lingue co-ufficiali in [Spagna]:
- Il catalano (català) è co-ufficiale in Catalogna, nelle Baleari (Balear) e nella Comunità valenzana (dove si parla il valenzano). Il valenzano è classificato come dialetto del catalano.  Per la Catalogna, l'ufficialità del catalano è sancita nello statuto d'autonomia della Catalogna

- il basco (euskera), che è una lingua non indo-europea, è co-ufficiale nei Paesi Baschi e in parte della Navarra. Il basco ha numerosi dialetti e la forma chiamata batua o basco unificato è la sola utilizzata ufficialmente.
- il galiziano (gallego) è co-ufficiale in Galizia. È molto simile al portoghese. È parlato da circa 3/4 milioni di persone tra Galizia, altri territori della Spagna limitrofi a est, nord del Portogallo e da 1/2 milione di emigranti tra Sud America ed Europa.
- l'aranese (aranés) è co-ufficiale nella comarca della Val d'Aran in Catalogna. È un dialetto guascone dell'occitano. La Val d'Aran è l'unico territorio dove una varietà della lingua occitana ha uno statuto di ufficialità.

## Lingue non ufficiali con l'uso regolato nella legge
- l'asturiano (asturianu) nelle Asturie
- l'aragonese nella parte nord dell'Aragona e il catalano nella parte orientale dell'Aragona

## Lingue riconosciute nello statuto di autonomia
- Il leonese nella comunità autonoma di Castiglia e León.

## Lingue e dialetti non ufficiali
- l'andaluso parlato nel sud della Spagna, nella regione di Andalusia.
- l'estremadurano parlato nella parte occidentale dell'Estremadura.
- l'eonaviego, lingua di transizione tra il galiziano e l'asturiano parlata nelle Asturie.
- il montañes o cántabro in Cantabria e nelle Asturie
- il caló, lingua gitana del sud della Spagna
- il catalano parlato in Aragona (nella regione chiamata Frangia d'Aragona) e nella comunità autonoma di Murcia nella zona detta el Carche o el Carxe.
- il portoghese, parlato a Olivenza in Estremadura che fu annessa alla Spagna all'inizio del XIX secolo dal Portogallo.
- Il quinqui
- Il fala de Xálima lingua di transizione fra il gruppo gallego-portoghese e il leonese, parlato nel nord-ovest della provincia di Cáceres in Estremadura nella Valle de Jálama.
- l'arabo parlato a Ceuta e Melilla.
- Il berbero del Rif, dialetto berbero parlato a Ceuta e Melilla.
- Il Silbo gomero, idioma di fischi tipico dell'isola canaria di La Gomera riconosciuto ufficialmente come lingua.
- Il Llanito, un creolo tra inglese e spagnolo parlato a La Línea de la Concepción in Andalusia al confine con Gibilterra (Regno Unito).